# Deerfield (condado de Waushara, Wisconsin)
Deerfield es un pueblo ubicado en el condado de Waushara en el estado estadounidense de Wisconsin. En el Censo de 2010 tenía una población de 737 habitantes y una densidad poblacional de 8,12 personas por km².

## Geografía
Deerfield se encuentra ubicado en las coordenadas 44°6′50″N 89°25′2″O / 44.11389, -89.41722. Según la Oficina del Censo de los Estados Unidos, Deerfield tiene una superficie total de 90.76 km², de la cual 89.87 km² corresponden a tierra firme y (0.97%) 0.88 km² es agua.

## Demografía
Según el censo de 2010, había 737 personas residiendo en Deerfield. La densidad de población era de 8,12 hab./km². De los 737 habitantes, Deerfield estaba compuesto por el 97.42% blancos, el 0.27% eran afroamericanos, el 0.41% eran amerindios, el 0% eran asiáticos, el 0% eran isleños del Pacífico, el 0.81% eran de otras razas y el 1.09% pertenecían a dos o más razas. Del total de la población el 3.39% eran hispanos o latinos de cualquier raza.